# Macon (Litoral)
Macon ist ein Ort in Äquatorialguinea.

## Lage
Der Ort liegt an einer Verkehrsroute zwischen Bata und Elolong in der Provinz Litoral auf dem Festlandteil des Staates. Im Umkreis liegen die Siedlungen Makomo (NW) und Ncoaekié (N). Im Südosten ist die nächste Siedlung Achimelan.

## Klima
In der Stadt, die sich nah am Äquator befindet, herrscht tropisches Klima.